# Petrocephalus sullivani
Petrocephalus sullivani is een straalvinnige vissensoort uit de familie van de tapirvissen (Mormyridae). De wetenschappelijke naam van de soort is voor het eerst geldig gepubliceerd in 2004 door Lavoué, Hopkins & Kamdem Toham.